# Élection présidentielle croate de 2019-2020
L’élection présidentielle croate de 2019-2020 (en croate : Hrvatski predsjednički izbori 2019) se tient les 22 décembre 2019 et 5 janvier 2020 afin d'élire le président de la république de Croatie pour un mandat de cinq ans.
La présidente sortante Kolinda Grabar-Kitarović, élue en 2015, brigue un second mandat et bénéficie du soutien de l'Union démocratique croate (HDZ), dont elle a fait partie jusqu'à son accession à la présidence.
À l'issue du premier tour, marqué par une faible participation — bien qu'en hausse —, l'ancien Premier ministre social-démocrate Zoran Milanović vire en tête, devant la cheffe de l'État : tous deux se qualifient pour le second tour, deux semaines plus tard. La droite radicale réalise une percée à l'occasion de ce scrutin, le national-populiste Miroslav Škoro talonnant la présidente sortante avec près d'un quart des suffrages exprimés. Milanović l'emporte deux semaines plus tard avec 52,7 % des suffrages exprimés et 55 % de participation, en baisse sensible par rapport à l’élection précédente.

## Contexte
Comme d’autres pays des Balkans, la Croatie est confrontée à une importante émigration, notamment depuis son adhésion à l’Union européenne, en 2013. La situation économique et sociale, ainsi que le niveau élevé de corruption dans le pays sont avancés pour expliquer ce phénomène.
La Croatie est également au cœur de la crise migratoire en Europe, étant un point de passage des migrants. Le premier tour de scrutin intervient quelques jours avant le début de la présidence croate du Conseil de l'Union européenne.

## Système électoral
Le président de la république de Croatie est élu directement par les citoyens selon une forme modifiée du scrutin uninominal majoritaire à deux tours pour un mandat de cinq ans renouvelable une seule fois. Pour l’emporter dès le premier tour, un candidat doit réunir la majorité absolue de la totalité des votants, y compris les votes blancs et nuls. À défaut, un second tour est organisé entre les deux candidats arrivés en tête, et celui recueillant le plus de suffrages est déclaré élu. Tout président élu doit immédiatement résilier son appartenance à un parti politique, s'il en avait une, et le notifier au Parlement. Officiellement, les présidents sortants sont ainsi nécessairement sans étiquette.
Le scrutin se tient dans les trente à soixante jours précédant l'expiration du mandat du chef de l’État sortant. Si un second tour est nécessaire, il est organisé quatorze jours après le premier. En cas de désistement d'un candidat qualifié pour le second tour, le candidat arrivé après lui au premier prend sa place.
Pour participer au scrutin, un candidat à la présidence doit réunir les signatures de soutien d'au moins 10 000 électeurs inscrits sur les listes électorales, et ce dans les douze jours suivant l'officialisation de sa candidature. Les électeurs ne peuvent apporter leur soutien qu'à un seul candidat par élection présidentielle. Les soutiens sont vérifiés par la commission électorale à l'expiration du délai de douze jours pour chacun des candidats déclarés.

## Campagne
Les trois favoris du scrutin affichent leur patriotisme en revendiquant l’héritage du premier président du pays, Franjo Tuđman.
Dans un premier temps, Kolinda Grabar-Kitarović est donnée largement en tête, bénéficiant d'une cote de popularité plus élevée que celle de son parti d’origine, l’Union démocratique croate (HDZ). Elle voit cependant les intentions de vote en sa faveur diminuer de façon continue, sa campagne étant marquée par une certaine improvisation et plusieurs « gaffes », et surtout par la concurrence du candidat soutenu par la droite radicale, Miroslav Škoro, chanteur connu depuis les années 1990 pour ses titres patriotiques,. Celui-ci promet d’avoir recours à l’armée pour empêcher les migrants en provenance du Moyen-Orient, d’Afrique ou d’Asie de passer la frontière croate via la Bosnie-Herzégovine. Il souhaite également gracier Tomislav Mercep, condamné pour crimes de guerre lors de la guerre de 1990-1995. Kolinda Grabar-Kitarović salue de son côté Slobodan Praljak, qui s’est suicidé après avoir été condamné pour crimes contre l'humanité par le Tribunal pénal international pour l'ex-Yougoslavie.
L’ancien Premier ministre Zoran Milanović, dont le passage à la tête du gouvernement avait déçu sur le plan économique et en matière de lutte contre la corruption — il avait alors atteint 80 % d'impopularité —, promet de faire de la Croatie un « pays normal » sur le plan judiciaire et sur le plan du respect des minorités,. La campagne aborde par ailleurs relativement peu les sujets économiques.

## Résultats

### Au niveau national
| Candidats                    | Candidats                    | Partis                       | Premier tour | Premier tour | Second tour | Second tour |
| Candidats                    | Candidats                    | Partis                       | Voix         | %            | Voix        | %           |
| ---------------------------- | ---------------------------- | ---------------------------- | ------------ | ------------ | ----------- | ----------- |
|                              | Zoran Milanović              | SDP                          | 562 783      | 29,55        | 1 034 170   | 52,66       |
|                              | Kolinda Grabar-Kitarović     | Indépendante                 | 507 628      | 26,65        | 929 707     | 47,34       |
|                              | Miroslav Škoro               | Indépendant                  | 465 704      | 24,45        |             |             |
|                              | Mislav Kolakušić             | Indépendant                  | 111 916      | 5,88         |             |             |
|                              | Dario Juričan (en)           | Indépendant                  | 87 883       | 4,61         |             |             |
|                              | Dalija Orešković (en)        | Indépendante                 | 55 163       | 2,90         |             |             |
|                              | Ivan Pernar (en)             | SIP                          | 44 057       | 2,31         |             |             |
|                              | Katarina Peović              | RF                           | 21 387       | 1,12         |             |             |
|                              | Dejan Kovač                  | HSLS                         | 18 107       | 0,95         |             |             |
|                              | Anto Đapić (en)              | DESNO                        | 4 001        | 0,21         |             |             |
|                              | Nedjeljko Babić              | HSSČKŠ                       | 3 014        | 0,16         |             |             |
|                              | Votes blancs, nuls et autres | Votes blancs, nuls et autres | 22 818       | 1,20         |             |             |
|                              |                              |                              |              |              |             |             |
| Votes valides                | Votes valides                | Votes valides                | 1 881 643    | 98,83        | 1 963 877   | 95,65       |
| Votes blancs, nuls et autres | Votes blancs, nuls et autres | Votes blancs, nuls et autres | 22 818       | 1,20         | 89 415      | 4,35        |
| Total                        | Total                        | Total                        | 1 904 461    | 100          | 2 053 292   | 100         |
| Abstention                   | Abstention                   | Abstention                   | 1 815 880    | 48,92        | 1 680 823   | 45,01       |
| Inscrits / participation     | Inscrits / participation     | Inscrits / participation     | 3 719 741    | 51,18        | 3 734 115   | 54,99       |

 Représentation des résultats du second tour :
| Zoran Milanović (52,66 %) |  |  | Kolinda Grabar-Kitarović (47,34 %) |
| ▲                         |  |  |                                    |
| Majorité absolue          |  |  |                                    |

### Cartes

#### Premier tour
Les résultats de Miroslav Škoro sont représentés en violet dans les cartes ci-dessous pour une meilleure visibilité.

### Analyse
Un sondage de sortie des urnes effectué par l'institut Ipsos Puls après le premier tour indique les préférences suivantes :
| Groupe          | Groupe         | Milanović | Grabar-Kitarović | Škoro |
| --------------- | -------------- | --------- | ---------------- | ----- |
| Groupe          | Groupe         |           |                  |       |
| Total des voix  | Total des voix | 29,9      | 27,0             | 24,8  |
| Sexe            |                |           |                  |       |
| Homme           | Homme          | 27,2      | 24,7             | 26,5  |
| Femme           | Femme          | 30,3      | 24,4             | 23,2  |
| Age             |                |           |                  |       |
| 18–29           | 18–29          | 15,8      | 18,2             | 31,9  |
| 30–44           | 30–44          | 24,8      | 20,3             | 24,2  |
| 45–59           | 45–59          | 28,3      | 26,7             | 25,7  |
| 60+             | 60+            | 40,5      | 29,6             | 19,8  |
| Niveau d'étude  |                |           |                  |       |
| Primaire        | Primaire       | 21,4      | 40,1             | 26,9  |
| Secondaire      | Secondaire     | 28,4      | 24,3             | 27,2  |
| Universitaire   | Universitaire  | 31,8      | 19,9             | 20,0  |
| Parti politique |                |           |                  |       |
|                 | HDZ            | 3,1       | 63,0             | 26,8  |
|                 | SDP            | 77,2      | 1,8              | 6,4   |
|                 | Le Pont        | 9,4       | 5,6              | 45,4  |
|                 | ZZ             | 8,5       | 1,5              | 24,9  |
|                 | BM 365         | 12,5      | 18,1             | 36,5  |
|                 | Autres         | 12,0      | 5,8              | 38,8  |

## Conséquences
Pour la deuxième fois, et de manière consécutive, le chef de l'État sortant n'est pas reconduit pour un second mandat, Kolinda Grabar-Kitarović ayant elle-même battue Ivo Josipović au second tour cinq ans plus tôt. La candidate échoue ainsi à rallier les électeurs de Miroslav Škoro malgré une campagne axée sur son nationalisme. L'échec de la candidate soutenue par l'Union démocratique croate est jugé susceptible de fragiliser la coalition au pouvoir en vue des élections législatives prévues à l'automne.
Zoran Milanović prend ses fonctions le 18 février 2020, devenant le cinquième président croate depuis l'indépendance en 1991.